# Gustave Demey
 (janvier 2017).
Si vous disposez d'ouvrages ou d'articles de référence ou si vous connaissez des sites web de qualité traitant du thème abordé ici, merci de compléter l'article en donnant les références utiles à sa vérifiabilité et en les liant à la section « Notes et références ».
Gustave Demey (Auderghem, 23 février 1881 - Auderghem, 20 juillet 1950) est un homme politique belge.

## Biographie
Gustave Demey exerçait la profession d'entrepreneur en bâtiments. 
En 1912, il devint conseiller communal à Auderghem sur la liste catholique et devint bourgmestre de 1921 à 1932. 
En 1920, Auderghem comptait quelque 9.300 habitants. Gustave Demey devint le dixième bourgmestre et premier bourgmestre non-libéral de la commune.
Par la suite, il siégea à nouveau, en qualité de conseiller communal mais, cette fois, dans l'opposition.
Il est inhumé à Auderghem. Parmi ses descendants, l'historien de Bruxelles Thierry Demey, auteur des célèbres Guides Badeaux.

## Fonctions politiques
- 1912-1932 : conseiller communal à Auderghem
- 1921-1932 : bourgmestre d'Auderghem
- après 1932 : conseiller communal à Auderghem